# Egon Karter
Egon Karter (* 18. Oktober 1911 in Mährisch-Ostrau; † 17. November 2006 in Basel) war ein tschechisch-schweizerischer Schauspieler, Operettensänger und Theaterintendant. Er war Gründer und langjähriger Leiter der Basler Komödie.

## Leben
Karter spielte bereits mit 17 Jahren in Theatern und Wanderbühnen und wurde später in der Wiener Volksoper engagiert. 1935 hatte er eine Nebenrolle im Spielfilm Das Geheimnis der Mondscheinsonate. Ab dem Jahr 1936 trat er zumeist als Spieltenor in Operetten an den Stadttheatern von Zürich, Basel und Luzern sowie am Corso Theater Zürich auf, später auch in Den Haag. In den Niederlanden gründete er 1940 eine jüdische Theatergruppe, musste aber 1942 vor den Nationalsozialisten flüchten. Über Belgien und Frankreich gelang ihm die Flucht in die Schweiz. Während seiner Internierung im Arbeitslager Witzwil trat er als Operettensänger und Schauspieler, unter anderem am Städtebundtheater Biel-Solothurn, auf und ging mit einer Interniertentruppe auf Tournée.
1947 gründete er das Tournéetheater Schweizerisches Schauspielensemble, unter anderem mit Hans Albers und Maria Schell, 1950 das erste Schweizer Kammertheater Basler Komödie. Die Komödie spielte sowohl in der Schweiz wie auch in zahlreichen ausserschweizerischen Engagements mit grossem Erfolg. 1955 wurde er Schweizer Staatsbürger. 1968 gründete er das Tournéetheater Egon Karter und war unter anderem mit den Regisseuren Fritz Kortner, Gerhard Klingenberg, Harry Meyen, sowie den Darstellern Leonard Steckel, Elisabeth Flickenschildt und Klaus Maria Brandauer unterwegs. Mitte der 1970er-Jahre wurde er Leiter des Reiss-Verlages und betreute das dramatische Werk Friedrich Dürrenmatts, mit dem ihn eine enge Freundschaft verband.

## Werke
- Egon Karter: Das Leben – Eine Komödie: Odyssee eines Komödianten. Hg.: Raymond Petignat. Ringier Zürich 1988, ISBN 3-907512-01-4
- Egon Karter: Hommage an Friedrich den Grossen von Konolfingen. Geschichten von und mit Friedrich Dürrenmatt. Hg.: Raymond Petignat. Basel 1991, ISBN 3-9520222-0-9
- Egon Karter: Theater ungeschminkt. Anekdoten, Begegnungen, Reminiszenzen. Opinio, Basel 2001, ISBN 3-03999-012-8
- Egon Karter: Mit und über Friedrich Dürrenmatt – Essay, Opinio Verlag Basel 2001